# Face Dances
| 전문가 평가                   | 전문가 평가 |
| 평가 점수                     | 평가 점수   |
| 출처                          | 점수        |
| ----------------------------- | ----------- |
| AllMusic                      | [ 1 ]       |
| Robert Christgau              | B+          |
| MusicHound                    | 1.5/5       |
| Rolling Stone                 | [ 4 ]       |
| The Rolling Stone Album Guide | [ 5 ]       |

《Face Dances》는 영국의 록 밴드 더 후의 아홉 번째 스튜디오 음반이다. 1981년 3월 16일, 미국의 워너 브라더스 레코드와 영국의 폴리도르 레코드에 의해 발매되었다. 이 음반은 3년 전 키스 문이 사망한 후 밴드에 합류한 드러머 케니 존스와 함께한 두 장의 후 스튜디오 음반 중 하나였다.
《롤링 스톤》과 다른 비평가들의 엇갈린 평가에도 불구하고, 이 음반은 미국 빌보드 200에서 4위와 영국 음반 차트에서 2위로 정점을 찍었다.

## 배경
음반 커버에는 비틀즈의 《Sgt. Pepper's Lonely Hearts Club Band》 음반의 커버 디자이너인 피터 블레이크가 의뢰한 많은 영국 화가들이 멤버들의 그림을 담고 있다. 예술가로는 톰 필립스, 리처드 해밀턴, 앨런 존스, 데이비드 호크니, 클라이브 바커, R. B. 키타즈, 하워드 호지킨, 패트릭 콜필드, 블레이크 등이 있다.
1993년 폴리도르는 음반을 CD로 다시 발매했다. 그것은 오직 오리지널 LP의 곡들만 가지고 있었다.
1997년, 이 음반은 MCA에 의해 리믹스, 리마스터, 리메이크되었다가 두 개의 라이브 트랙과 함께 세 개의 아웃테이크를 가지고 다시 발매되었다. 라이브 트랙 〈How Can You Do It Alone〉은 라이브 공연의 편집 버전이다.
〈You Better You Bet〉은 이 음반에서 발매된 첫 번째 싱글이며, 1981년 MTV에서 방영된 첫 번째 뮤직 비디오 중 하나이며, 채널에서 반복된 첫 번째 뮤직 비디오이다. 〈Don't Let Go the Coat〉은 음반에서 두 번째로 발매된 싱글이며, 자체 뮤직 비디오도 수록되었다. 〈Another Tricky Day〉를 위한 비디오가 촬영되었지만 싱글로 공개되지는 않았다.

## 라이브 퍼포먼스
〈Daily Records〉를 제외한 이 음반의 모든 곡들은 후 또는 멤버들의 외부 밴드에 의해 라이브로 공연되었다.
1981년 음반을 지원하는 밴드의 투어에서는 5곡이 라이브로 공연되었는데, 〈You Better You Bet〉, 〈Don't Let Go the Coat〉, 〈The Quiet One〉, 〈Did You Steal My Money〉, 〈Another Tricky Day〉. 그러나 투어 후에는 〈You Better You Bet〉, 〈The Quiet One〉, 〈Another Tricky Day〉만이 연주되었다.
〈You Better You Bet〉은 이 밴드의 더 유명한 라이브 곡 중 하나로, 1981년, 1999년, 2000년, 2002년, 2004년, 2006년, 2007년, 2008년, 2009년, 2013년, 2015년, 2019년에 이어 거의 모든 투어에서 연주되고 있다. 이 곡의 라이브 공연은 스튜디오 편곡과 크게 다르지 않았으며, 보통 다르게 연주되던 기타 솔로를 위해 세이브했다.
〈Don't Let Go the Coat〉은 1981년 투어에서 모든 콘서트에서 연주되었지만, 그 이후로는 지속되지 못했다.
〈The Quiet One〉은 존 엔트위슬에 의해 무대에서 〈My Wife〉를 대신하기 위해 쓰여졌고, 1981년과 1982년 동안 제작되었다. 그러나 이후 투어에서는 다시 연주하지 않았고 〈My Wife〉가 다시 연주하였다.
〈Did You Steal My Money〉는 1981년 투어에서 앙코르로 세 번밖에 연주되지 않았고, 보통 다른 곡으로 이어졌다.
〈How Can You Do It Alone〉은 처음 음반 발매일보다 훨씬 일찍 라이브로 공연되었다. 실제로 모든 라이브 공연이 개봉 전이었다. 1979년 피트 타운젠드는 미국/캐나다의 순회 공연의 앙코르에서 다른 가사와 함께 다른, 더 빠른 편곡으로 이 노래를 선보였다. 그것은 1980년에 한 번 더 연주되었다. 스튜디오 버전과 더 유사한 버전은 1981년 1월 30일 세인트오스트렐의 콘월 콜리세움에서 연주되었다. 그 무렵에는 가사가 다소 석조로 되어 있었다. 하지만, 그것은 그 콘서트 이후 다시는 연주되지 않았다.
〈Another Tricky Day〉도 1981년 이전에 처음으로 라이브로 공연되었다. 타운젠드는 1980년 로스앤젤레스에서 열린 〈Dance It Away〉의 잼 기간 동안 이 곡의 가사를 소개하였다. 2002년, 이 노래는 투어 시작 직전에 사망한 엔트위슬을 추모하기 위해 북미 투어를 위해 다시 불러왔다. 이 노래는 2004년에도 몇 번 더 연주되었다.

## 곡 목록
모든 곡들은 특별한 언급이 없는 한 피트 타운젠드에 의해 작사/작곡하였다.
| #  | 제목                       | 작사·작곡   | 재생 시간 |
| -- | -------------------------- | ----------- | --------- |
| 1. | 〈You Better You Bet〉     |             | 5:36      |
| 2. | 〈Don't Let Go the Coat〉  |             | 3:44      |
| 3. | 〈Cache Cache〉            |             | 3:57      |
| 4. | 〈The Quiet One〉          | 존 엔트위슬 | 3:10      |
| 5. | 〈Did You Steal My Money〉 |             | 4:11      |

| #  | 제목                        | 작사·작곡 | 재생 시간 |
| -- | --------------------------- | --------- | --------- |
| 1. | 〈How Can You Do It Alone〉 |           | 5:26      |
| 2. | 〈Daily Records〉           |           | 3:27      |
| 3. | 〈You〉                     | 엔트위슬  | 4:31      |
| 4. | 〈Another Tricky Day〉      |           | 4:55      |

## 인증
| 국가                       | 인증     | 판매량/출하량 |
| -------------------------- | -------- | ------------- |
| 영국 (BPI)                 | 실버     | 60,000^       |
| 미국 (RIAA)                | 플래티넘 | 1,000,000^    |
| ^출하량을 기반으로 한 인증 |          |               |